# Municipio de Roxbury
El municipio de Roxbury (en inglés: Roxbury Township) es un municipio ubicado en el condado de Morris en el estado estadounidense de Nueva Jersey. En el año 2010 tenía una población de 23,324 habitantes y una densidad poblacional de 411 personas por km².

## Geografía
El municipio de Roxbury se encuentra ubicado en las coordenadas 40°52′41″N 74°39′6″O / 40.87806, -74.65167.

## Demografía
Según la Oficina del Censo en 2000 los ingresos medios por hogar en el municipio eran de $72,982 y los ingresos medios por familia eran $83,409. Los hombres tenían unos ingresos medios de $59,488 frente a los $36,353 para las mujeres. La renta per cápita para la localidad era de $30,174. Alrededor del 2.7% de la población estaba por debajo del umbral de pobreza.